# No Problem (小比類巻かほるのアルバム)
『No Problem』（ノー・プロブレム）は、1986年7月21日に発売された小比類巻かほる2枚目のオリジナル・アルバム。

## 概要
全作詞を小比類巻自身が手掛けた2ndアルバム。
TVアニメ『ガルフォース』のエンディング・テーマとして使用された「両手いっぱいのジョニー」と、アルバムタイトルでもあるB面曲「No Problem」を収録。1995年7月21日にはCD選書、2013年7月17日にはブルースペックCD2で再発売。

## 収録曲
全作詞：小比類巻かほる
1. さよならのかわりに Call My Name
2. 両手いっぱいのジョニー
3. 昨日はFOREVER
4. セブンティーンの頃
5. ナイト・ウォーカー
6. カリフォルニアレイディー
7. No Problem
8. ベルリン
9. ふられたあのこ
10. It's For You